# Jardín Botánico de Miami Beach

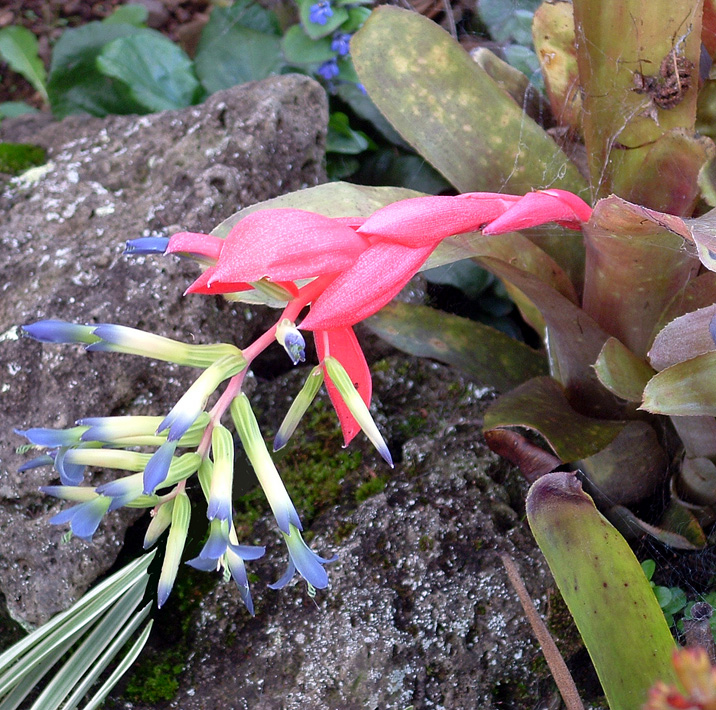
Espiga floral de una Bromelia.

El Jardín Botánico de Miami Beach (en inglés : Miami Beach Botanical Garden) es un jardín botánico de 1,8 hectáreas (4,5 acres) localizado en Miami Beach, Florida, en los  Estados Unidos. 

## Localización
Miami Beach Botanical Garden, 2000 Convention Center Drive, Miami Beach, Florida 33139 Estados Unidos.25°47′44.89″N 80°8′8.54″O / 25.7958028, -80.1357056
La entrada es libre, y está abierto de martes a domingos durante las horas laborables.

## Historia
El "Miami Beach Botanical Garden" fue creado en 1962 por la ciudad de Miami, pero fue afectado por la recesión económica de los años 80 y las consecuencias del huracán Andrew al punto que fue descuidado a principios de los 90. 
En 1996, un grupo de residentes de Miami Beach hicieron una  colecta para restaurar el jardín. Ahora es una sociedad conjunta tanto pública como privada entre el grupo no lucrativo de los residentes, llamado el "Miami Beach Garden Conservatory", y la ciudad de Miami Beach.  

## Colecciones
Este jardín botánico alberga tanto flora nativa de Florida así como flora exótica de todo el mundo. 
Actualmente (2010), alberga las diferentes secciones.
- Jardín japonés
- Jardín de Bromelias.
- Colección de orquídeas.
- Invernadero
- Muro vivo, jardín vertical.
- Colección de plantas nativas.
- Palmas con una docena de especies de palmeras de zonas subtropicales.
- Colección de Topiarias.